# Iarco Furic
Iarco Furic (n. 18 februarie 1974, Oradea, România) este un deputat român, ales în 2016. Iarco Furic face parte din Uniunea Democratică a Slovacilor și Cehilor din România, din Grupul parlamentar al minorităților naționale.